# Guillermo Videgain Salaberria
Guillermo Videgain Salaverria (Fuenterrabía, 1920- San Sebastián, 2013) fue un otorrinolaringólogo español creador de la escuela de laringectomizados en el Instituto Oncológico de San Sebastián (Onkologikoa) donde trabajaba.
Fue un difusor de su especialidad a través de los medios audiovisuales de la época.

## Biografía y trayectoria profesional
Nació en Fuenterrabía (España) en 1920. Siguiendo los pasos de su padre, estudió medicina en la Universidad de Valladolid con una media de sobresaliente. Realizó la especialidad de otorrinolaringología  en el Instituto Médico Valdecilla de Santander y el doctorado en el  hospital de San Carlos en Madrid.
Comenzó su labor asistencial en Irún y en Elizondo, posteriormente se trasladó a San Sebastián al Hospital de San Juan de Dios. Más adelante pasó a formar  parte del cuadro médico del Instituto Radio-Quirúrgico Guipuzcoano conocido posteriormente como Instituto Oncológico.
El cáncer de laringe y sus secuelas centraron su atención y  ayudado por los profesores Paul Aramburu y "Primi" fundó la "Asociación de Laringectomizados de Guipúzcoa" que ofertaban clases a los pacientes operados que se realizaban en el salón de actos del Oncológico.
Realizó una amplia labor divulgativa en torno a la otorrinolaringología y sus secuelas, participando asiduamente en las Jornadas Internacionales de Cine Médico de San Sebastián. Su participación en dichas Jornadas tuvo como puntos de interés tanto la oncología otorrinolaringológica como la atención a los laringectomizados.
También mostró sus trabajos audiovisuales a los estudiantes de la Unidad Docente de Medicina de San Sebastián. El arte familiar le corría por las venas y pertenecía a la familia médica que había tratado al celebre tenor Miguel Fleta Burro.
Fue también uno de los fundadores del hospital privado  la Policlínica Guipúzcoa.
Falleció en San Sebastián en el año 2013 .

## Cargos y distinciones
Fue presidente de la Sociedad Española de Cirugía de Cabeza y Cuello, de la Sociedad Otorrinolaringológica del Norte y de la Academia Médico-Quirúrgica del Colegio de Médicos de Guipúzcoa.
Fue miembro de la Asociación Española de Médicos Escritores y Artistas (ASEMEYA) y de la Sociedad internacional de Cirugía Taurina.
En el festival internacional de cine médico de San Sebastián obtuvo varios reconocimientos a sus películas . En el año 1981 y 1986  obtuvo sendas menciones especiales.
En el certamen internacional video-médico, realizado en Badajoz obtuvo un premio por una película sobre rehabilitación de la voz en laringectomizados